# Mamma, mi compri un papà?
Mamma, mi compri un papà? (The Maid) è un film per la televisione del 1991 diretto da Ian Toynton.

## Trama
Nicole è una single parigina in carriera con una figlia di 6 anni. Anthony, uno scapolo statunitense, intraprendente sia in ambito lavorativo che privato, si trasferisce per lavoro a Parigi. Per l'americano è un colpo di fulmine, tanto che per stare vicino a Nicole decide di diventare baby sitter della figlia. Va tutto per il meglio, ma lui deve rivelarle qualcosa che non riesce a dire: il suo amore.